# Кислий Георгій Миколайович
Георгій Миколайович Ки́слий (нар. 28 жовтня 1925, Київ — пом. 11 березня 1997, Київ) — український радянський архітектор. Заслужений архітектор УРСР з 1986 року.

## Біографія
Народився 28 жовтня 1925 року в місті Києві (нині Україна). 1951 року закінчив Київський художній інститут. 
Упродовж 1951—1993 років (з перевою) працював у київському інституті «Діпромісто»: з 1966 року очолював архітектурно-планувальну майстерню № 7; з 1986 року працював на посадах головного архітектора проєкту, головного спеціаліста. Помер у Києві 11 березня 1997 року.

## Споруди
Серед реалізованих проєктів у Києві:
- павільйон «Будівництво» на ВДНГ УРСР (1956–1957, у співавторстві);
- льодовий стадіон (1969–1975, у співавторстві);
- Музей історії Великої Вітчизняної війни 1941–45 (1974–1981, у співавторстві).

Брав  участь у:
- проєктуванні:
  - корпусів санаторіїв «Кришталевий палац» у місті Трускавці на Львівщині, «Пуща-Водиця» та «Конча-Заспа» поблизу Києва;
  - спортивних комплексів «Заросляк» у Карпатах і Київського політехнічного інституту.
- реконструкції київського стадіону «Динамо».